# Knut Stürs
Knut Stürs (* 1. Januar 1943 in Dortmund) ist ein ehemaliger deutscher Eishockeyspieler, der unter anderem für den TuS Eintracht Dortmund in der Bundesliga aktiv war.

## Karriere
Knut Stürs begann seine Karriere in seiner Heimatstadt beim TuS Eintracht Dortmund, für dessen erste Mannschaft er ab der Saison 1961/62 in der Bundesliga aktiv war. Nach dem Abstieg in die Oberliga in der Spielzeit 1962/63 gelang ihm mit dem Team in der Saison 1963/64 der direkte Wiederaufstieg. Nach einem weiteren Jahr in der Bundesliga wechselte er zur Saison 1965/66 zum Oberliga-Aufsteiger EC Deilinghofen, für den er fünf Jahre lang aktiv war. Anschließend legte der Stürmer ein Jahr Pause ein, bevor er für den Oberligisten ERC Westfalen Dortmund auf das Eis zurückkehrte. Nach zwei Jahren in Dortmund und einer weiteren Spielzeit in der nun drittklassigen Oberliga für den Herner EV beendete er im Jahr 1974 seine Karriere.

## Erfolge und Auszeichnungen
- 1964 Meister der Oberliga und Aufstieg in die Bundesliga mit dem TuS Eintracht Dortmund

## Bundesliga-Statistik
(Legende zur Spielerstatistik: Sp oder GP = absolvierte Spiele; T oder G = erzielte Tore; V oder A = erzielte Assists; Pkt oder Pts = erzielte Scorerpunkte; SM oder PIM = erhaltene Strafminuten; +/− = Plus/Minus-Bilanz; PP = erzielte Überzahltore; SH = erzielte Unterzahltore; GW = erzielte Siegtore; 1 Play-downs/Relegation; Kursiv: Statistik nicht vollständig)